# 布里金齊 (科澤列齊區)
50°50′53″N 31°7′52″E / 50.84806°N 31.13111°E
布里金齊（烏克蘭語：Бригинці），是烏克蘭北部的村莊，隸屬切爾尼希夫州的切爾尼希夫區。該村始建於1658年，面積0.93平方公里，海拔高度114米，2001年人口215，人口密度每平方公里231.68人。